# Hurjuieni
Hurjuieni – wieś w Rumunii, w okręgu Suczawa, w gminie Gălănești. W 2011 roku liczyła 1034 mieszkańców.